# Liste der Kulturdenkmäler in Frankfurt-Höchst

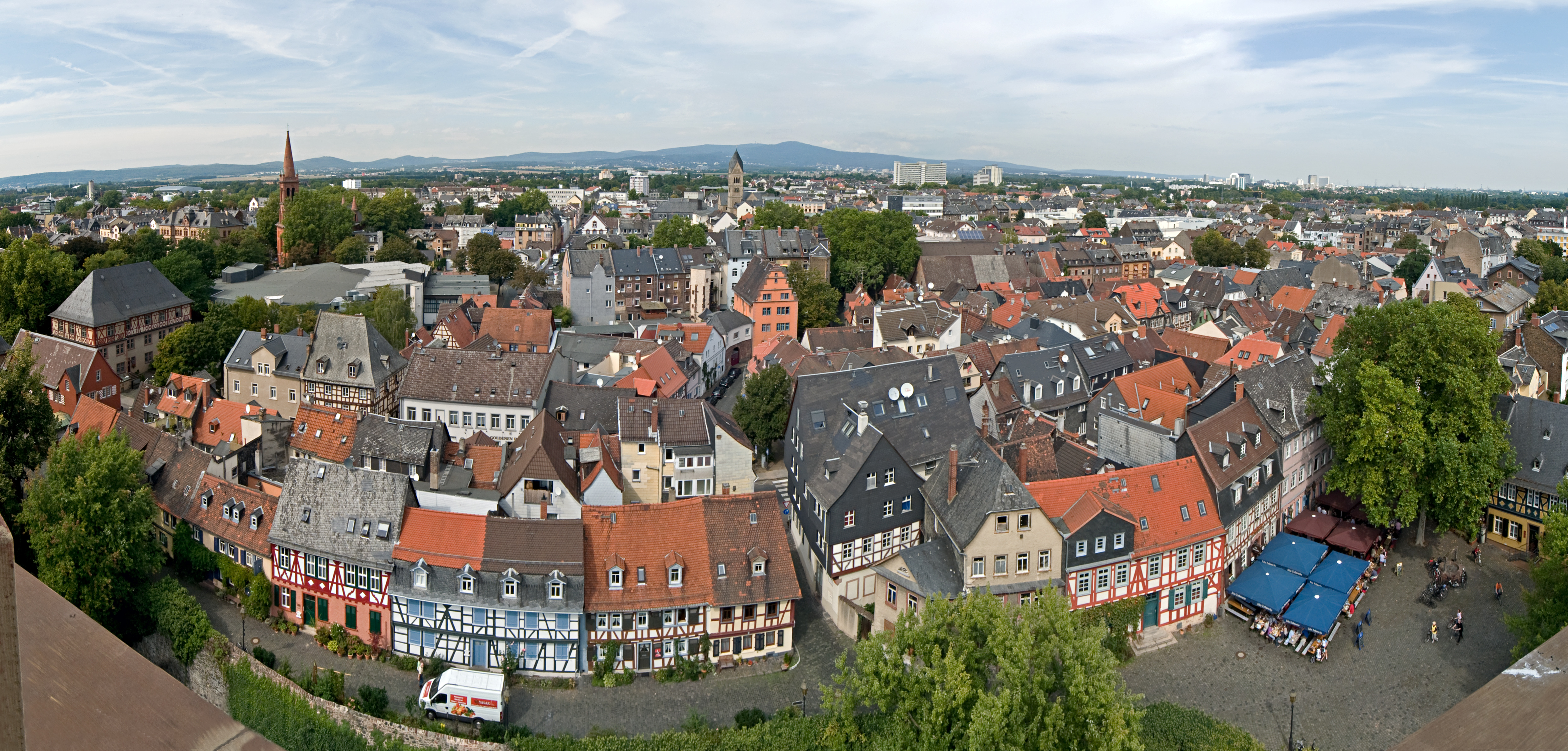
Frankfurt-Höchst vom Schlossturm nach Norden, September 2010

In der Liste der Kulturdenkmäler in Frankfurt-Höchst sind alle Kulturdenkmäler im Sinne des Hessischen Denkmalschutzgesetzes von Frankfurt-Höchst, Stadtteil von Frankfurt am Main aufgelistet. Die gut erhaltene Höchster Altstadt enthält den Großteil der Kulturdenkmäler und steht seit 1972 unter Denkmalschutz. Die meisten Fachwerkhäuser auf mittelalterlichem Stadtgrundriss stammen aus der Zeit nach dem großen Stadtbrand von 1586.
Grundlage ist die Denkmaltopographie aus dem Jahre 1994, die zuletzt 2000 durch einen Nachtragsband ergänzt wurde. Zusätzlich wird auf die 2008 erschienene Ausgabe des Handbuchs der Deutschen Kunstdenkmäler für den Regierungsbezirk Darmstadt sowie das 1979 erschienene Werk Fachwerk in Frankfurt am Main zurückgegriffen, sofern dort aktuellere oder zusätzliche Informationen vorhanden sind. In der Denkmaltopographie überwiegend abgekürzte Namen von Architekten, Baumeistern und Künstlern sind, soweit möglich, nach der unter dem Abschnitt Werke zu Architekten und Künstlern genannten Literatur aufgelöst.

## Einleitung
Durch seine Rolle als östlichste und so stets geförderte „Mainzische Kolonie“ vor den Toren der konkurrierenden freien Reichsstadt Frankfurt am Main und die günstige Lage an wichtigen Handelsstraßen zu Lande und zu Wasser entwickelte Höchst den mit Abstand größten Altstadtkern aller heutigen Frankfurter Stadtteile. Trotz Verwüstungen im Dreißigjährigen Krieg und zweier großer Stadtbrände blieb dieser vor allem aufgrund nur sehr geringfügiger Schäden im Zweiten Weltkrieg und einer rechtzeitigen, behutsamen Sanierung bis heute in großen Teilen erhalten. Die Höchster Altstadt wurde bereits im Februar 1972 per Frankfurter Ortsstatut als Gesamtensemble unter Denkmalschutz gestellt.